# Aegidius (Feldherr)
Aegidius († 464/65) war ein weströmischer Heermeister des 5. Jahrhunderts in Gallien (magister militum per Gallias) und ab 461 ein von der weströmischen Regierung unabhängiger Herrscher („Warlord“) mit eigenem Machtbereich in Nordgallien.

## Leben
Aegidius stammte eventuell, was sich aber nur aus Indizien erschließen lässt, aus der gallorömisch-senatorischen Familie der Syagrii – der Konsul des Jahres 382, Flavius Afranius Syagrius, könnte sein Groß- oder Urgroßvater gewesen sein –, die um Lugdunum reich begütert war. Er selbst war mit dem weströmischen Kaiser Maiorianus befreundet, mit dem er zusammen in der Armee gedient hatte. Aufgrund von ungenauen Angaben in den Quellen ist der Zeitpunkt von Aegidius’ Übernahme des Militärkommandos in Gallien nicht genau zu bestimmen. Der Amtsantritt dürfte aber in den Zeitraum 457/8 fallen, als er zum magister militum per Gallias ernannt wurde.
Gregor von Tours (Historien 2, 12) berichtet davon, dass Aegidius  sogar acht Jahre lang rex der Franken gewesen sein soll. Diese Nachricht ist sagenhaft ausgeschmückt und daher wohl zumindest teilweise unhistorisch. Den Kern dürfte das lange Bündnis zwischen Aegidius und den salischen Franken darstellen. Allerdings kann nicht vollkommen ausgeschlossen werden, dass Aegidius, der zumindest fränkische Kontingente kommandiert haben mag, in diesem Zusammenhang seine Autorität nicht nur aus seinem römischen Amtstitel bezog, sondern sich auch als rex titulieren ließ. Es ist ebenfalls möglich, dass Aegidius und der Franke Childerich I. in Wahrheit politische Konkurrenten hinsichtlich der Kontrolle der letzten weströmischen Armee in Gallien (dem exercitus Gallicanus) gewesen waren, zumal die Quellen in Bezug auf die Beziehungen zwischen Aegidius und Childerich sehr spärlich sind.
Die Schwäche des weströmischen Reiches nach der Ermordung des Aëtius versuchten jedenfalls mehrere Kriegergruppen auszunutzen. Aegidius führte daher im Sommer 457 Operationen gegen die ripuarischen Franken (Rheinfranken) am Rhein durch, wobei Köln von diesen geräumt werden musste. 458 eroberte er das von Burgunden zuvor besetzte Lyon zurück und verteidigte erfolgreich Arles, den Sitz der gallischen Prätoriumspräfektur, gegen die Westgoten. Bald darauf schloss Kaiser Maiorian jedoch einen Vertrag (foedus) mit den Burgunden, der ihnen ein Siedlungsgebiet in der Region Sapaudia garantierte; auch der alte Vertrag mit den Westgoten wurde von Kaiser erneuert. Eine Folge dieses Vorgehens war vermutlich die Lösung der betreffenden Territorien aus der römischen Militärverwaltung. 
Dennoch war Aegidius bestrebt, die römische Oberhoheit in ganz Gallien zu wahren bzw. wiederherzustellen, was sich letztlich jedoch als aussichtsloses Unterfangen herausstellte. Denn im August 461 ließ der mächtige Heermeister Ricimer, im Amte des magister militum praesentalis et patricius die „graue Eminenz“ hinter dem weströmischen Kaiserthron in Ravenna, Kaiser Maiorian hinrichten. Grund war wohl die eigenständige, aber verlustreiche  Politik des Kaisers, deren Scheitern eine misslungene Militäroperation gegen die Vandalen in Nordafrika gezeigt hatte (Schlacht bei Cartagena). Aegidius, der Majorian freundschaftlich verbunden gewesen war, rebellierte daraufhin gegen Ricimer und plante sogar die Invasion Italiens, woraufhin Ricimer die Westgoten gegen ihn mobilisierte. Außerdem wurde Agrippinus, ein alter Feind des Aegidius und ehemaliger magister militum per Gallias, nach Gallien entsandt, um Aegidius abzulösen. Dieser konnte sich jedoch behaupten.
Aegidius zog sich nach Nordgallien zurück und schaffte es, in der Region um Soissons eine gallorömische Enklave als Machtbereich zu verteidigen, zumal er weiterhin die Befehlsgewalt über den Großteil des exercitus Gallicanus, faktisch dessen Reste, ausübte. Im Kern handelte Aegidius nun als ein spätrömischer Warlord, der von den zeitgenössischen Umständen profitierte und aus dem zerfallenden weströmischen Reich einen Teil für sich beanspruchte. Allerdings wird dieser Schritt teils nicht direkt als Rebellion gegen das weströmische Kaisertum an sich betrachtet, sondern vielmehr als Aufstand größerer Teile der gallischen Truppen gegen Ricimer, der mit Maiorian den rechtmäßigen Kaiser hingerichtet hatte. In diesem Zusammenhang erkannte Aegidius nun nur noch den oströmischen Kaiser als legitim an. Hinzu kam die bestehende Rivalität zwischen Aegidius und Ricimer.
Ob Aegidius auch in Soissons (das über Waffenbetriebe verfügte) residierte, ist nicht gesichert, stellt aber aufgrund einer Passage im Geschichtswerk des Gregor von Tours eine Möglichkeit dar. Aegidius verbündete sich nun außerdem wahrscheinlich mit dem Salfranken Childerich. In der Forschung wurde aber auch erwogen, dass Aegidius und Childerich Konkurrenten waren (siehe oben).
Aegidius unternahm offenbar Feldzüge gegen die Westgoten; so belagerte er (vermutlich 462/63) Chinon. 463 schlug er die Westgoten in der Schlacht bei Orléans. 464 nahm er Kontakt zu den Vandalen auf, um weitere Aktionen gegen Ricimer zu planen, doch starb er kurz darauf. Die Umstände seines Todes sind unbekannt; zudem ist es möglich, dass er erst 465 verstarb. Manchmal wird vermutet, dass Ricimer ihn ermorden ließ, doch ist dies unbewiesen.
Die Nachfolge in seinem Herrschaftsbereich trat womöglich zunächst der comes Paulus an, der aber kurz darauf getötet wurde. Auf ihn folgte der Sohn des Aegidius, Syagrius, der sich bis 486/87 (laut Gregor von Tours nicht als Heermeister, sondern als rex Romanorum) behaupten konnte, bevor er sein Machtgebiet mit Soissons an die Franken unter Childerichs Sohn Chlodwig I. verlor. Syagrius floh zu den Westgoten, wurde aber an Chlodwig ausgeliefert und anschließend getötet.